# Flics
Pour l’article ayant un titre homophone, voir Flic.
Pour la série animée, voir COPS (série télévisée d'animation).
Flics est une série télévisée française. Réalisée sur deux saisons, en deux fois quatre épisodes, de 52 minutes, elle est créée par Olivier Marchal produite par GMT Productions avec la participation de TF1 et diffusée entre le 9 octobre 2008 et le 24 novembre 2011 et rediffusée sur NRJ 12 à partir du 4 novembre 2016.

## Synopsis
Yach et Constantine sont commandants au sein des Brigades actives du sanctuaire de la PJ parisienne sous la direction de Léa Legrand. Autrefois complices, un drame a fait voler leur amitié en éclats. Un fantôme est de retour et ravive les plaies à moitié refermées. Hantés par leur passé, les deux hommes se brûlent les ailes. Jusqu'où peuvent les mener leurs blessures ?

## Distribution

### Acteurs principaux
- Frédéric Diefenthal : Commandant Victor « Yach » Yachvili de la BRB
- Yann Sundberg : Commandant Boris Constantine de la Crim'
- Catherine Marchal : Léa Legrand (Directrice de la Police Judiciaire de Paris)

### Acteurs récurrents
- Diouc Koma : Salif
- Gwendoline Hamon : Isabelle Corey
- Alice Vial : Lieutenant Marie Van Sant (invitée saison 2)
- Guy Lecluyse : Louis Breunière (invité saison 2)
- Nicky Marbot : Procureur Mattei

#### Saison 1
- Annabelle Hettmann : Anne Rossi
- Marc Barbé : Oriou
- Nicolas Koretzky : Sacha
- Édouard Montoute : Alex Baros
- Serge Dupuy : Gu
- Audrey Fleurot : Sartet
- Didier Becchetti : Granger
- Cylia Malki : Annabelle
- Frank Berjot : Hugo
- Laurent Labasse : Dureuil
- Renaud Roussel : Pascal Etcheverry
- Cécile Rebboah : Sophie
- Stéphane Algoud : Manuel Diaz
- Luc Lavandier : Lentz
- Jean-Jacques Le Vessier : Soubrier

#### Saison 2
- Damien Bigourdan : Denis
- Nicolas Grandhomme : Louvain
- Jérôme Kircher : Hedgren, procureur et amant de Léa Legrand
- Arno Chevrier : Vandersson
- Olivier Chantreau : Petit Serge
- Igor Skreblin : Gallardo
- Élizabeth Bourgine : Christiane Battaglia
- Floriane Andersen : Chloé
- Bernard Blancan : Binouze
- Jo Prestia : Sanchez
- Olivier Marchal : Dominique Battaglia

## Fiche technique
- Saison 1 :
  - Scénario : Olivier Marchal, Philippe Isard, Michel Alexandre, Simon Michaël, Yann Le Nivet, Nicolas Cuche
  - Réalisation : Nicolas Cuche
  - Musique : Calogero
  - Image : Jose Gerel
  - Montage : Thierry Rouden
  - Son : Pierre Gauthier
- Saison 2 :
  - Scénario : Simon Jablonka
  - Réalisation : Thierry Petit
  - Musique : Sinclair
- Pays d'origine : France
- Format : Couleurs
- Genre : Policier

## Épisodes

### Première saison (2008)
La première saison qui comprend quatre épisodes a été diffusée les 9 et 16 octobre 2008.
1. Le jour des morts (1re partie)
2. Le jour des morts (2e partie)
3. Les flics ne dorment pas la nuit
4. Engrenage

### Deuxième saison (2011)
La deuxième saison qui comprend quatre épisodes a été diffusée les 17 et 24 novembre 2011.
1. Levée d'écrou
2. Entre deux rives
3. Coup d'arrêt
4. Mourir libre

## Personnages
- Commissaire Léa Legrand (Catherine Marchal) : Directrice de la Police Judiciaire de Paris, supérieure hiérarchique de Yach et de Constantine, elle fait tout pour les faire travailler ensemble malgré leur rivalité, en les menaçant si besoin est pour éviter de se faire mal voir par son propre supérieur. Dans le passé, elle a été sur le terrain avec eux alors qu'elle était aussi gradée qu'eux, notamment lors d'une intervention qui finit par mal tourner et qui a un lien avec les intrigues racontées dans les quatre premiers épisodes. Elle garde une trace de cette intervention : une balle qui se rapproche petit à petit de sa colonne vertébrale et l'oblige à marcher avec une canne.
- Commandant Victor « Yach » Yachvili (Frédéric Diefenthal) : chef de la Brigade de Répression du Banditisme (BRB), il a comme stagiaire dans son équipe Marie Van Sant. Dans le passé, il parvient à prendre l'avantage sur Constantine en s'attirant les préférences de la fiancée de celui-ci, leur amie commune, mais ceci finit mal et créa une rivalité entre Yach et Constantine.
- Commandant Boris Constantine (Yann Sundberg) : chef de la Brigade Criminelle (BC, ou La Crim'), il est en rivalité constante avec Yach depuis que sa fiancée s'est tuée à cause d'un triangle amoureux entre elle, lui et Yach. Il est prêt à tout faire pour le devancer.
- Lieutenant Marie Van Sant : stagiaire dans l'équipe de Yach à la BRB, elle est la meilleure amie d'Anne Rossi. Dans la deuxième saison, on la voit enceinte et travaillant comme surveillant pénitentiaire.
- Lieutenant Anne Rossi : stagiaire dans l'équipe de Constantine à la Crim', elle lui rappelle Elsa, sa fiancée. À cause de cette ressemblance, Legrand voudra la muter dans un autre service.

## Tournage
La série a été tournée à Paris.

## Audiences
| Saison | Horaire     | Période       | Audience  | PdA  |
| ------ | ----------- | ------------- | --------- | ---- |
| 1      | Jeudi 20h50 | Octobre 2008  | 6 200 000 | 26 % |
| 2      | Jeudi 20h50 | Novembre 2011 | 5 400 000 | 23 % |

## Récompenses
- 2011 : meilleure série au Festival de la fiction TV de La Rochelle[2].
- 2012 : meilleure série aux Globes de Cristal.

## Produits dérivés

### Coffret Saison 1
Sortie19 février 2009
ASINB001L7TE9Y

### Coffret Saison 2
Sortie14 décembre 2011
ASINB00602L8SU